# Asadipus phaleratus
Espèce
Synonymes
- Aristerus phaleratus Simon, 1909

Asadipus phaleratus est une espèce d'araignées aranéomorphes de la famille des Lamponidae.

## Distribution
Cette espèce est endémique d'Australie. Elle se rencontre en Australie-Occidentale, en Australie-Méridionale et dans l'extrême Ouest du Queensland.

## Description
Le mâle décrit par Platnick en 2000 mesure 7,0 mm et la femelle 7,0 mm.

## Publication originale
- Simon, 1909 : Araneae. 2e partie. Die Fauna Südwest-Australiens, Jena, vol. 2, no 13, p. 155-212 (texte intégral).